# 屍袋

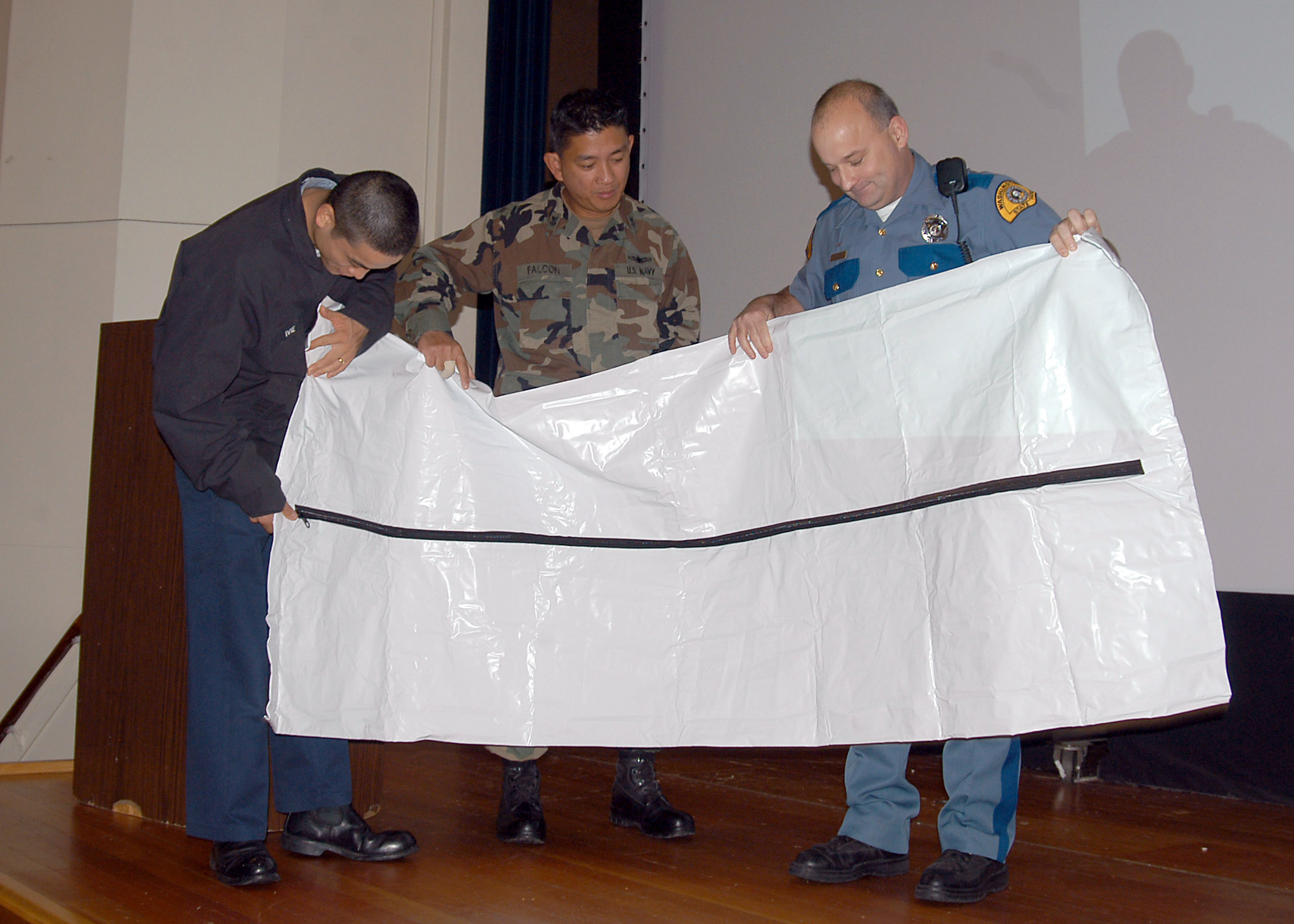
一些警察和水手正在折疊一個屍袋。

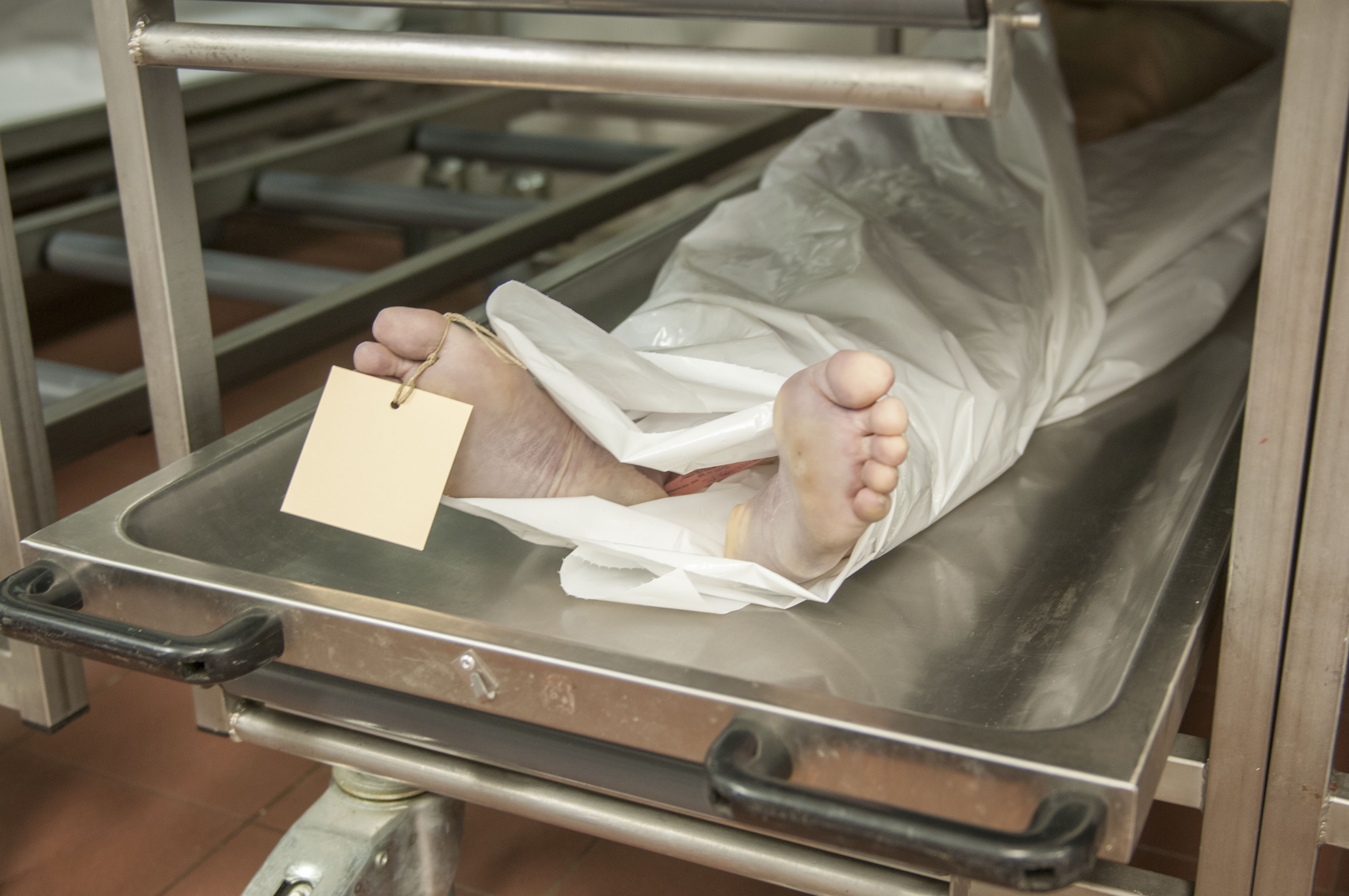
德國柏林夏里特醫院太平間裡的屍袋。

屍袋(英文：body bag)是一種用於容納人體的無孔袋，用於儲存和運輸被籠罩的屍體。屍袋還可以用於在太平間存儲屍體。在專用的屍袋出現之前，有時會使用棉質的床墊代替，特別是在第二次世界大戰期間的戰鬥區域。 如果沒有，則使用其他材料，例如床單、毯子、雨衣、睡袋、桌布、窗簾、降落傘、防水油布或廢棄的帆布。但是，隨後的橡膠（現在是塑料）屍袋設計要優越得多，因為它們可以防止體液洩漏。屍袋的尺寸通常約為36英寸x 90英寸（91厘米x 229厘米）。在每個角落和邊緣大多都有某種形式的提手，通常是織帶製成的。
在現代戰爭中，屍袋已被用來容納死去士兵的屍體。災難發生地通常會為預期的戰爭和自然災害準備好屍袋。在冷戰期間，由於預計將有數百萬人死於核戰爭，因此積累了大量的屍袋。